# كاشريس خشن
الكاشريس الخشن (باللاتينية: Cachrys scabra) نوع نباتي ينتمي إلى جنس الكاشريس من الفصيلة الخيمية.

## البيئة والانتشار
موطن هذا النوع بلاد الشام وقبرص وتركيا.

## مرادفات للاسم العلمي
- (باللاتينية: Ferula scabra Fenzl)
- (باللاتينية: Hippomarathrum scabrum (Fenzl) Boiss.)